# Evangelische Pfarrkirche Bad Goisern

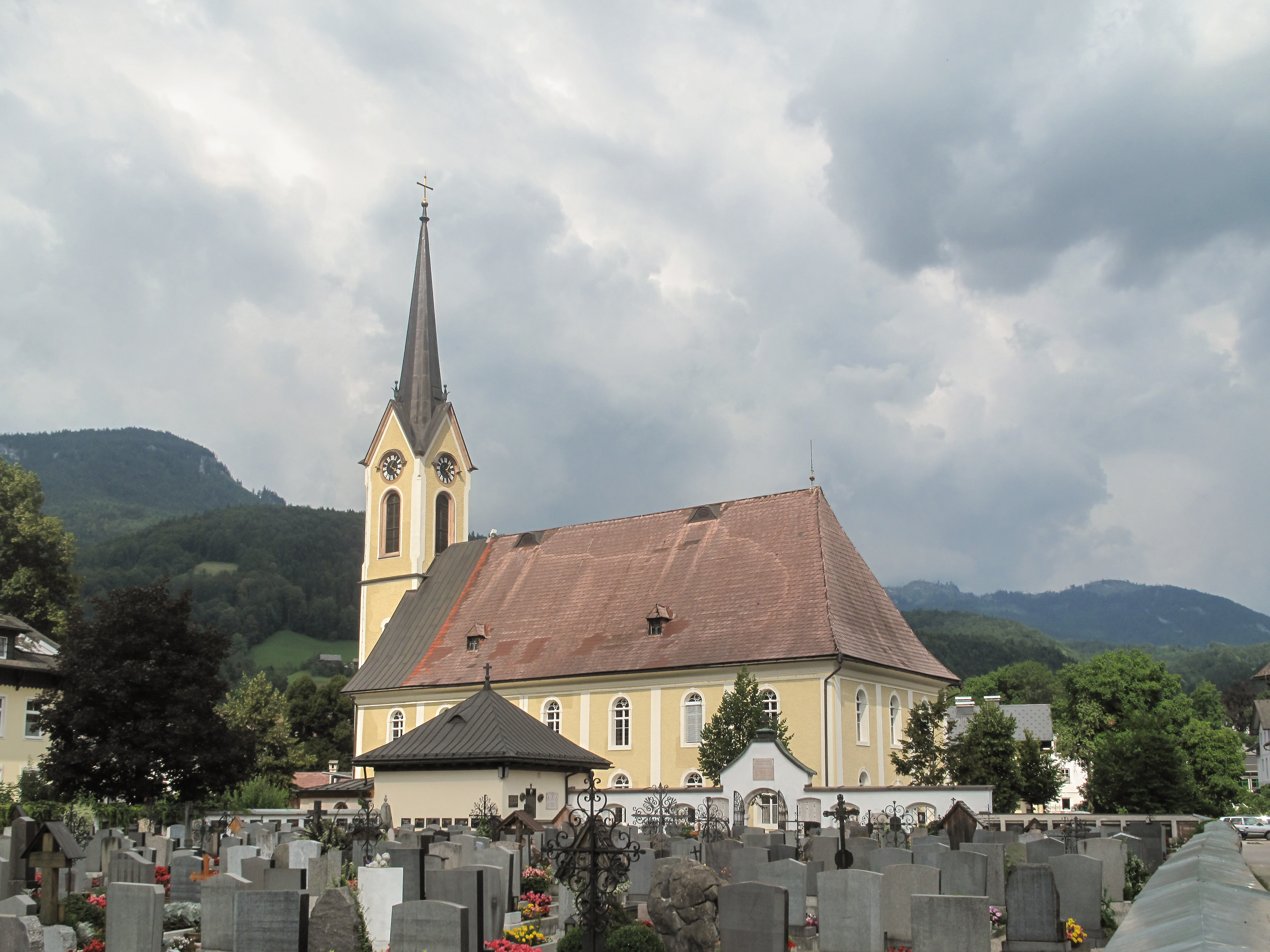
Evangelische Pfarrkirche Bad Goisern

Die Evangelische Pfarrkirche Bad Goisern befindet sich im Ortskern der Marktgemeinde Bad Goisern am Hallstättersee im Bezirk Gmunden. Der heutige Sakralbau stammt aus den Jahren 1813 bis 1816 und ersetzte die Toleranzkirche von 1782. Die Kirche ist eine Pfarrkirche der Evangelischen Kirche A.B. in Österreich und gehört zur Evangelischen Superintendentur Oberösterreich. Die evangelische Kirche von Bad Goisern steht, gemeinsam mit dem evangelischen Pfarrhof, unter Denkmalschutz.

## Geschichte und Ausstattung der evangelischen Pfarrkirche

### Geschichte
1782 durften die evangelischen Christen von Bad Goisern ein Toleranzbethaus aus Holz errichten. In den Jahren 1813 bis 1816 konnte eine Kirche aus Stein gebaut werden. Auf Grund damaliger behördlicher Anordnung durfte das Gebäude von außen nicht als Sakralbau erkennbar sein. Sakrale Verzierungen und ein Turm waren daher untersagt. Trotzdem wurden – entgegen dem ausdrücklichen Verbot – bereits damals die Fenster und Türen mit Rundbögen verziert und so zumindest teilweise eine kirchliche Architektur hergestellt. Der Bau eines Kirchturms war erst 1857 möglich, die Glockenweihe fand im Dezember 1858 statt.

### Ausstattung
Die evangelische Kirche von Bad Goisern ist als einfache, geräumige Saalkirche für 1000 Kirchenbesucher ausgeführt. Auf Grund der damaligen Bauvorschriften ist die Apsis von außen nicht erkennbar. Der Altar ist mit einem Christusbild ausgestattet. Die Kanzel und das Taufbecken befinden sich in der Nähe des Altars. Die Orgel hat ihren Platz auf der Empore, aber nicht im rückwärtigen Teil, sondern auf einem Seitenteil oberhalb des Altarraumes. Die Orgel stammt aus dem 17. Jahrhundert und wurde vom ersten evangelischen Pfarrer aus seiner fränkischen Heimat erworben. Unterhalb der Kanzel und der Orgel sind etliche Marmortafeln angebracht, deren Text an die verstorbenen Pfarrer und Lehrer der Gemeinde erinnern.
Der Kirchturm ist an der Nordwestseite angebaut und umfasst an seinem Grund zugleich das Hauptportal des Sakralbaues. Der Turm ist mit einem Spitzhelm, vier Glocken und einer Uhr ausgeführt. Bei der Fassade sind die Außenwände verputzt, an den Längsseiten befinden sich je zwei Reihen Rundbogenfenster, wobei pro Etage sieben Rundbögen angeordnet sind. Die große Holzempore umfasst drei Raumseiten und ist mit einer volkstümlichen Bemalung verziert. Altar, Kanzel und Orgelgehäuse tragen barock-klassizistische Züge. In den 1970er Jahren ist eine Restaurierung des Kircheninneren (Altar, Bänke, Emporen, Orgel) durchgeführt worden.

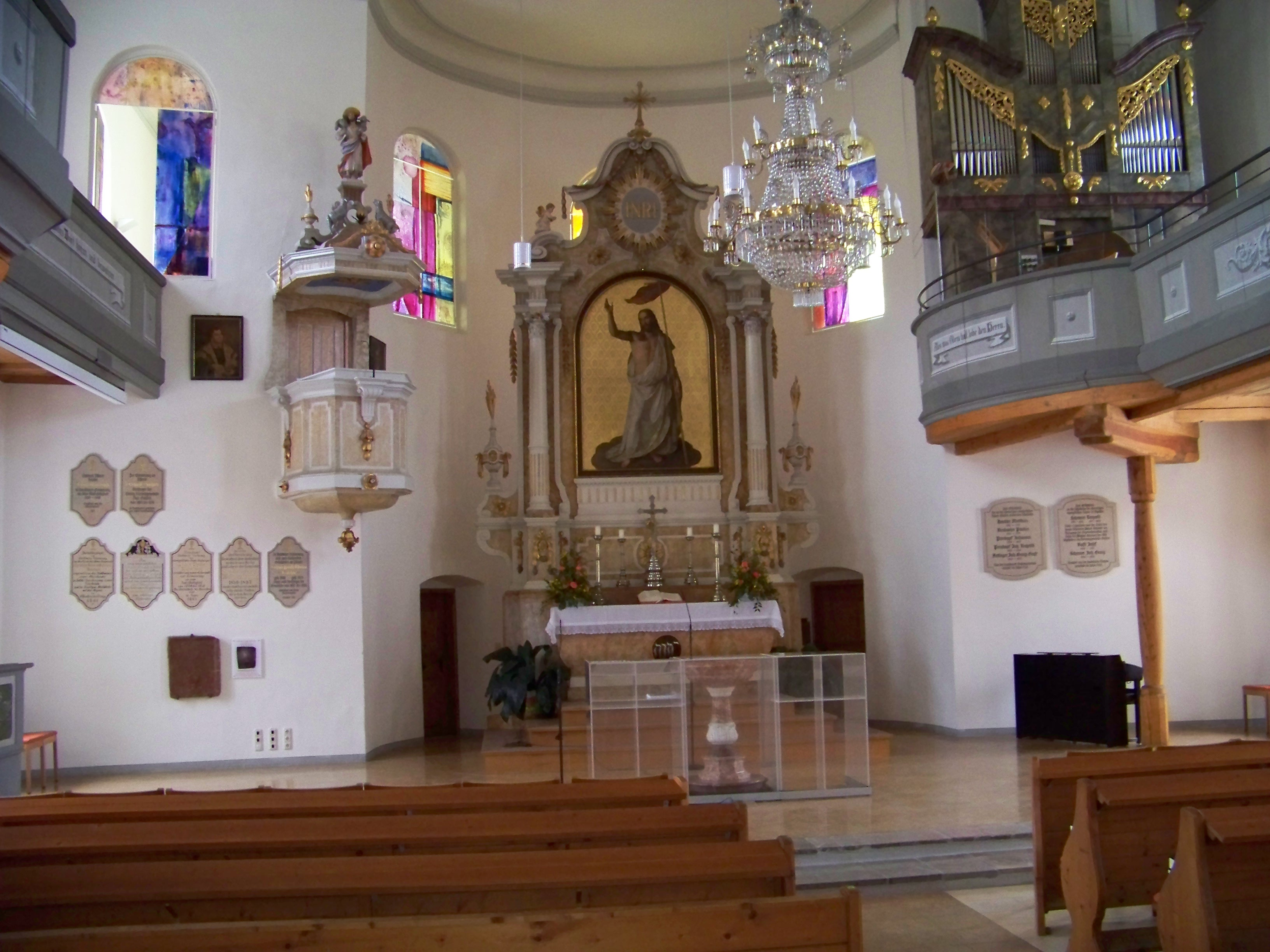
Evangelische Kirche Bad Goisern, Altarraum
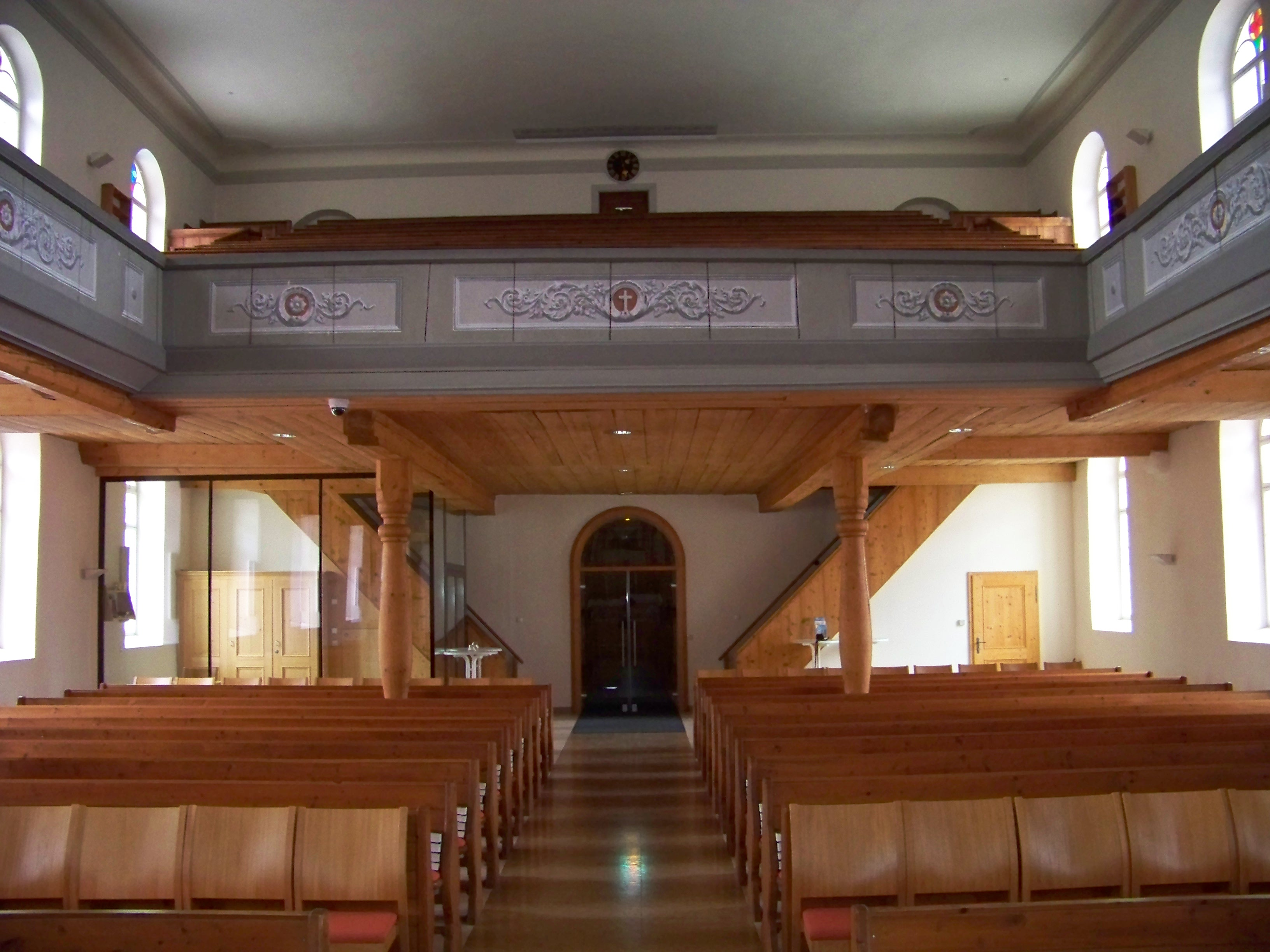
Evangelische Kirche Bad Goisern, Empore

## Geschichte der evangelischen Pfarrgemeinde

### 16. und 17. Jahrhundert
Von 1552 bis 1597 ist eine lückenlose Liste von evangelischen Pfarrern für Bad Goisern nachweisbar, diese hielten den lutherischen Gottesdienst in der hl. Martin-Kirche, der heutigen katholischen Pfarrkirche. Mit einem Dekret von Kaiser Rudolf II. kam es auch im Salzkammergut zur Einführung der Gegenreformation. Die ab Juli 1601 im Inneren Salzkammergut einsetzenden Tumulte wegen des Religionsverbotes wurden im Februar 1602 durch die schwerbewaffneten Truppen des Fürsterzbischofs von Salzburg Wolf Dietrich von Raitenau blutig niedergeschlagen. Noch rund 100 Jahre später gingen Schätzungen des zuständigen Salzamtes in Gmunden davon aus, dass trotz des Verbots und der regelmäßigen Hausdurchsuchungen nach evangelischem Schriftgut, etwa 3/4 der Bevölkerung evangelisch waren.

### 18. und 19. Jahrhundert
In den 1730er Jahren, unter der Regentschaft von Maria Theresia, wurden Bewohner aus dem Salzkammergut auf Grund ihres evangelischen Glaubens als so genannte Landler zur Transmigration in das Kronland Siebenbürgen gezwungen. Allein für 1733 sind 624 evangelische Oberösterreicher erfasst, davon 62 Prozent (387 Menschen) aus Goisern, welche in Neppendorf bei Hermannstadt das Ziel ihrer Deportation fanden.
Im Oktober 1781 wurde durch Kaiser Joseph II. das Toleranzpatent verkündet; damit endete in Österreich die Zeit des Geheimprotestantismus. Voraussetzung für ein Bethaus waren mindestens 100 Familien oder 500 Einzelpersonen, welche sich als evangelisch bekannten. Nach rund 180 Jahren Geheimprotestantismus meldeten sich in Bad Goisern 1.645 Personen zur Augsburger Konfession.
Somit konnte sich in Bad Goisern bereits 1782, also ein knappes Jahr nach Rechtskraft des kaiserlichen Patentes, eine evangelische Gemeinde bilden. Bad Goisern war damit eine der ersten „Toleranzgemeinden“ überhaupt. Im heutigen Österreich wurden bis 1795 insgesamt 48 Toleranzgemeinden geschaffen.
Am 28. Juli 1782 (9. Sonntag nach Trinitatis) fanden sich in Goisern etwa 4.000 Menschen zur Einweihung des Bethauses ein, als erster Pfarrer fungierte der in Erlangen ausgebildete Christian Friedrich Salomon Kästner.
Zu Anfang war die Pfarrgemeinde Bad Goisern für große Teile des Salzkammergutes zuständig. Gosau wurde bereits 1784 zur selbständigen Toleranzgemeinde Gosau erhoben. Hallstatt, damals politisch noch mit Obertraun vereint, konstituierte sich 1785 als Filialgemeinde von Goisern und errichtete ein eigenes Bethaus. In Bad Ischl war die Seelenzahl noch zu gering, die Ischler mussten zum hl. Abendmahl nach Bad Goisern anreisen.
Ab 1802 übernahm Johann Georg Overbeck die Pfarrstelle Bad Goisern. Unter seiner Leitung konnte der Neubau der Pfarrkirche (1813–1816) erfolgen. Overbeck verstarb im Oktober 1819. 1820 wurde sein Schwiegersohn Johann Theodor Wehrenfennig zum Pfarrer gewählt. Im Jahr 1837 wurde die bisher Goisern zugeordnete Hallstätter Filialkirche zur selbständigen Pfarrgemeinde Hallstatt erhoben. Unterstützend wirkte hier Fürstin Therese von Thurn und Taxis. 1856 wurde Ernst Moritz Wehrenfennig zum Goiserer Pfarrer berufen, im Folgejahr konnte er den Bau eines Kirchturms für die Pfarrkirche in die Wege leiten.
Nachdem das benachbarte Bad Ischl ab den 1850er Jahren als Sommerresidenz des österreichischen Kaisers zu einem der bekanntesten Badeorte in der Monarchie aufstieg, besuchten auch viele evangelische Kurgäste und Aristokraten den Gottesdienst in Bad Goisern, so etwa der Großherzog von Mecklenburg-Schwerin Friedrich Franz II. und seine Gattin Marie. Nicht zuletzt durch die finanziellen Zuwendungen des Großherzogs konnte in Bad Ischl ab 1872 eine Filialgemeinde von Goisern errichtet werden. Dies war die rechtliche Voraussetzung, um auch in Bad Ischl evangelische Gottesdienste feiern zu können. Seit 1897 war Gustav Adolf Kotschy der evangelische Pfarrer von Bad Goisern.

### 20. Jahrhundert
1902 wurde die bisherige Goiserer Tochtergemeinde Bad Ischl zur selbständigen Pfarrgemeinde erhoben und die Filialkirche damit zur Evangelischen Pfarrkirche Bad Ischl. Im Ersten Weltkrieg musste die Goiserer Pfarrkirche einige Glocken und das Kupferdach abliefern. 1926 übernahm Hans Neumayer die Pfarrstelle. Nach dem Anschluss Österreichs wurden der seit Kaiser Joseph II. bestehende Zuschuss zum Pfarrergehalt, den die Salinenverwaltung zu entrichten hatte, und das Servitut der Holzlieferung aufgehoben. 1969 trat Pfarrer Gerhard Richter sein Amt an. Zu diesem Zeitpunkt begann die Renovierung von Kirche und Pfarrhof, die bis Anfang der 1980er Jahre dauerte. 1973 trat Dietmar Wurm als Vikar in die Gemeinde ein, ab 1980 war er Pfarrer. Seit September 2000 ist Günter Scheutz evangelischer Pfarrer von Bad Goisern.

## Evangelische Einrichtungen in Bad Goisern
Ab 1784 gab es im Zentrum von Bad Goisern (Goisern Nr. 100) und im Goiserer Ortsteil St. Agatha (St. Agatha Nr. 19) je eine evangelische Schule. In einer Chronik von 1828 werden 189 Schulkinder für das erstgenannte und 198 Kinder für das zweite Schulgebäude genannt. Auf Grund des Reichsvolksschulgesetz von 1869 wurden die evangelischen Privatschulen per November 1872 aufgelassen und die katholischen Privatschulen in öffentliche Volksschulen überführt.
Der evangelische Pfarrhof wurde 1783, also unmittelbar nach der ersten Kirche, erbaut. Der Pfarrhof (Listeneintrag) und die ab 1813 erbaute zweite Kirche (Listeneintrag) stehen unter Denkmalschutz. Der evangelische Friedhof (Listeneintrag) wurde 1800 angelegt, Erweiterungen sind für 1902 und 1982 belegt.
Der evangelische Kindergarten öffnete 1863 seine Pforten. Seine Gründung geht auf die Pfarrersgattin Luise Wehrenfennig zurück. Das heutige Gebäude wurde 1976 eingeweiht.
Das evangelische Alten- und Pflegeheim Bad Goisern trägt seit 1911 diesen Namen, geht aber auf eine Vorgängereinrichtung von 1899 zurück. 2007 erfolgte ein völliger Neubau. Das Heim bietet rund 100 betagten Menschen Platz.
Das evangelische Schülerheim Bad Goisern existiert in dieser Form seit 1950. Aktuell werden rund 50 Schulkinder zwischen 6 und 15 Jahren betreut. Vorgängereinrichtung war das 1906 eröffnete evangelische Waisenheim Bad Goisern, dass nach dem Anschluss Österreichs geschlossen wurde.
Das Luise-Wehrenfennig-Haus ist das evangelische Gästehaus von Bad Goisern mit einer Kapazität von rund 80 Betten und zwei Seminarräumen. Dieses Jugend- und Bildungsheim gibt es seit 1960, vorher diente die Liegenschaft dem 1876 errichteten evangelischen Kinderheim. Das Gebäude wurde mehrmals vollständig restauriert.
In Bad Goisern unterhält die an Mitgliedern kleinere katholische Pfarre eine gewisse Parallelstruktur zu den evangelischen Einrichtungen, indem es auch einen separaten katholischen Kindergarten und einen eigenen katholischen Friedhof gibt. Das katholische Altenheim (Kreuzschwestern) und die katholische Hauptschule „Stephaneum“ (Schulbrüder) wurden allerdings zu Anfang des 21. Jahrhunderts geschlossen.

## Demographische Besonderheit
Der Gerichtsbezirk Bad Ischl weist mit einem evangelischen Anteil von über 20 Prozent an der Gesamtbevölkerung im Vergleich zu anderen österreichischen Gebieten eine relativ hohe Präsenz des lutherischen Glaubens aus. Im Bezirk Gmunden ist die evangelische Kirche in Bezug auf Oberösterreich mit der größten Flächendeckung vertreten, indem von den 20 politischen Gemeinden mehr als die Hälfte über eine evangelische Pfarr- oder Filialkirche verfügen.
Die Bevölkerung von Bad Goisern ist mehrheitlich protestantisch (53 Prozent).